# Ян-Ольбрахт Радзивілл
Ян-Ольбрахт Радзивілл (1591 — 1626) — державний і політичний діяч Великого князівства Литовського в Речі Посполитій. Представник княжого роду Радзивіллів гербу Труби. Другий ординат на Клецьку.

## Життєпис
Походив з аристократичного роду Радзивіллів, гілки Олико-Несвізької. Син Ольбрахта Радзивілла, маршалка великого литовського, і Анни Кеттлер. Народився 1591 року.1592 року втратив батька. Під опікою матері виховувався й здобув освіту.
1609 року одружився з Лавінією зі знатного роду Корецьких, отримавши як посаг володіння в Київському воєводстві. Того ж року при костелі Св. Трійці заснував шпиталь, який утримував власним коштом. У 1621—1623 роках брав участь у польсько-шведській війні. 1621 року отримує упітське староство. 
Значну частину часу приділяв розбудові Клецька, де  було зведено Високий і Дольний (Нижній) замки. В останньому за наказом князя звели 2 княжих палаци, суд. Одидвізмаки мали значні укріплення. Ян-Ольбрахт Радзивілл також займався вирішенням прикордонних суперечок з іншими магнатами і родичами. Помер 1626 року.

## Родина
Дружина — Лавінія, донька князя Якима Корецького.
Діти:
- Ян-Владислав;
- Михайло-Кароль (1614—1656), підскарбій великий литовський;
- Ганна Ізабелла (д/н—1659), дружина Яна Владислава Сангушка, суразького старости, з ковельської гілки.